# Magnus Ehrner
Per Magnus Ehrner, född 10 juli 1952 i Danderyd, är en svensk skådespelare.
Magnus Ehrner tillhör Dramatens fasta ensemble.
Magnus Ehrner kom till Dramaten 1983. Han är utbildad vid Teaterhögskolan i Malmö. Var anställd vid Östgötateatern och därefter på Turteatern där han bland annat medverkande i Hjälten på den gröna ön.

## Filmografi (i urval)
- 1986 – Herrar
- 1988 – Jungfruresan
- 1989 – Den inbillade sjuke
- 1990 – Kaninmannen
- 1995 – NileCity 105,6 (TV-serie)
- 1996 – Vänner och fiender (TV-serie)
- 2001 – Rederiet (TV-serie)
- 2002 – Tusenbröder (TV-serie)
- 2002 – Världens minsta lillasyster (TV-serie)
- 2004 – Strandvaskaren
- 2005 – Harrys döttrar
- 2005 – Medicinmannen (TV-serie)
- 2006 – En fråga om liv och död (TV-serie)
- 2008 – Om ett hjärta (TV-serie)
- 2009 – Beck – I stormens öga
- 2009 – Livet i Fagervik (TV-serie)
- 2009 – Oskyldigt dömd (TV-serie)
- 2010 – Wallander – Vittnet
- 2010 – Våra vänners liv (TV-serie)
- 2011 – Arne Dahl: Misterioso (TV-serie)
- 2012 – Den röda vargen
- 2014 – Den fjärde mannen (TV-serie)
- 2017 – Innan vi dör (TV-serie)
- 2017 – Syrror (TV-serie)
- 2022 – Young Royals (TV-serie)
- 2023 – Trolltider – legenden om bergatrollet (TV-serie)

## Teater

### Roller (ej komplett)
| År   | Roll                                                                        | Produktion                                           | Regi                  | Teater   |
| ---- | --------------------------------------------------------------------------- | ---------------------------------------------------- | --------------------- | -------- |
| 1988 | Lars Petri Secretarius                                                      | Mäster Olof August Strindberg                        | Lennart Hjulström     | Dramaten |
| 1988 | Jakob                                                                       | Tolvskillingsoperan Bertolt Brecht och Kurt Weill    | Peter Langdal         | Dramaten |
| 1990 | Emanuel Swedenborg                                                          | Carl XII August Strindberg                           | Jan Bergman           | Dramaten |
| 1994 | Affischören Pensionären Förste kolbärare Dekanus för filosofiska fakulteten | Ett drömspel August Strindberg                       | Robert Lepage         | Dramaten |
| 1998 | Barberaren Råtta                                                            | Råttfångaren Rikard Bergqvist                        | Agneta Ehrensvärd     | Dramaten |
| 2000 | Tomas Tut, kittelflickare                                                   | En midsommarnattsdröm William Shakespeare            | John Caird            | Dramaten |
| 2005 | Dimas                                                                       | Kärlekens triumf Pierre de Marivaux                  | Staffan Roos          | Dramaten |
| 2006 | Wilhelm Foldal                                                              | John Gabriel Borkman Henrik Ibsen                    | Hilda Hellwig         | Dramaten |
| 2006 | Fischer-Reclam Hungergurt                                                   | Klaus ont Erika Lucas Svensson                       | Staffan Roos          | Dramaten |
| 2008 | Olaus Petri                                                                 | Tre kronor August Strindberg                         | Åsa Kalmér            | Dramaten |
| 2008 | Polonius                                                                    | Hamlet William Shakespeare                           | Staffan Valdemar Holm | Dramaten |
| 2009 | Värdshusvärden                                                              | Muntra fruarna i Windsor William Shakespeare         | John Caird            | Dramaten |
| 2010 | Hugo                                                                        | Slott i Sverige Françoise Sagan                      | Jenny Andreasson      | Dramaten |
| 2010 | George Mitchell                                                             | Jerusalem 2010 Eva Bergman                           | Eva Bergman           | Dramaten |
| 2010 | Sebastian                                                                   | Stormen William Shakespeare                          | John Caird            | Dramaten |
| 2010 | Erwin                                                                       | Tjuvar Dea Loher                                     | Jenny Andreasson      | Dramaten |
| 2013 | Dr Vern Bruener                                                             | Rain Man Dan Gordon                                  | Emma Bucht            | Rival    |
| 2015 | Relling Molvik Gråberg                                                      | Vildanden Henrik Ibsen                               | Anna Pettersson       | Dramaten |
| 2015 | Olof                                                                        | Beckomberga Sara Stridsberg                          | Annika Silkeberg      | Dramaten |
| 2016 | Mannen                                                                      | Fåglarna (Fuglane) Tarjei Vesaas                     | Ole Anders Tandberg   | Dramaten |
| 2017 | Silverfalken Soldat                                                         | Det blåser på månen Eric Linklater                   | Ellen Lamm            | Dramaten |
| 2017 | Doyle                                                                       | The nether Jennifer Haley                            | Lena Endre            | Dramaten |
| 2017 |                                                                             | Ensam Alfhild Agrell                                 | Jenny Andreasson      | Dramaten |
| 2017 | Medverkande                                                                 | Improvisation på slottet Andreas T. Olsson           | Andreas T. Olsson     | Dramaten |
| 2018 | Tartuffe                                                                    | Tartuffe Molière                                     | Staffan Valdemar Holm | Dramaten |
| 2019 | Fontanet                                                                    | Förlovningen Georges Feydeau                         | Ellen Lamm            | Dramaten |
| 2020 | Göte Tyko Majs doktor                                                       | Maj Kristina Sandberg                                | Ellen Lamm            | Dramaten |
| 2021 |                                                                             | Den yttersta minuten Mattias Andersson               | Mattias Andersson     | Dramaten |
| 2021 | Göte Tyko Majs doktor                                                       | Maj Kristina Sandberg                                | Ellen Lamm            | Dramaten |
| 2021 | Peter                                                                       | Måsen Anton Tjechov                                  | Lyndsey Turner        | Dramaten |
| 2023 | Brevbäraren                                                                 | Den stora skrivboken (Le grand cahier) Ágota Kristóf | Sofia Jupither        | Dramaten |

### Fotnoter
1. ↑  Magnus Ehrner, Kungliga Dramatiska Teatern, läs online, läst: 25 november 2019.[källa från Wikidata]
2. ↑  ”Magnus Ehrer”. http://www.sfi.se/sv/svensk-filmdatabas/Item/?type=PERSON&itemid=177037&ref=%2ftemplates%2fSwedishFilmSearchResult.aspx%3fid%3d1225%26epslanguage%3dsv%26searchword%3dMagnus+Ehrner%26type%3dPerson%26match%3dBegin%26page%3d1%26prom%3dFalse. Läst 4 mars 2013.
3. ↑  ”Magnus Ehrer”. Dramaten. http://www.dramaten.se/Dramaten/Medverkande/Skadespelare/Ehrner-Magnus/. Läst 4 mars 2013.
4. ↑  ”Rain Man”. Chinateatern. Arkiverad från originalet den 23 september 2015. https://web.archive.org/web/20150923202917/http://www.chinateatern.se/show/rain-man/. Läst 3 september 2015.